# Базарна мечеть (Гірокастра)

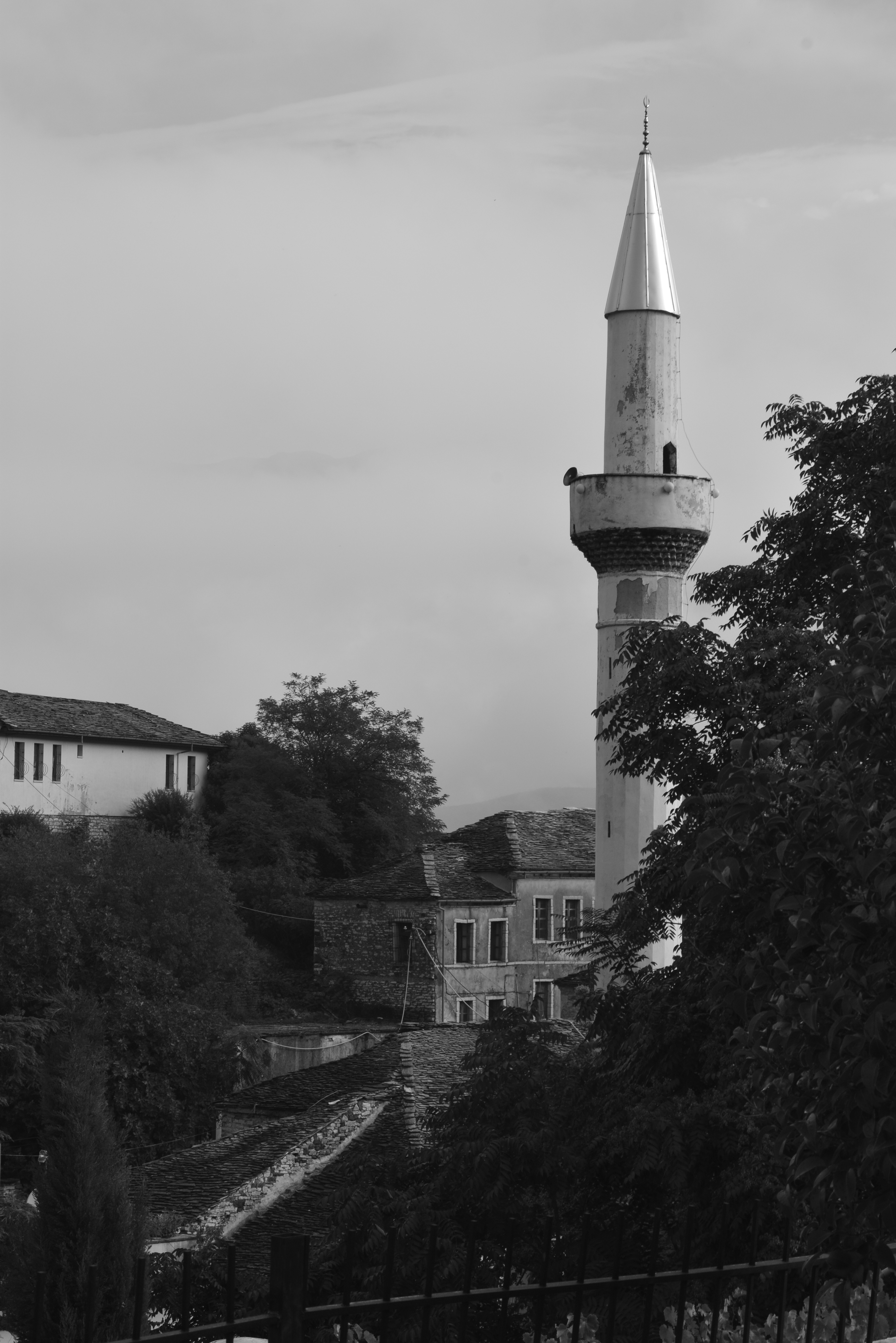
Базарна мечеть

40°04′25″ пн. ш. 20°08′17″ сх. д. / 40.07361111° пн. ш. 20.13805556° сх. д.
Базарна мечеть (алб. Xhamia e Pazarit), також мечеть Гірокастри  (алб. Xhamia e Gjirokastrës) — мечеть, розташована у Гірокастрі, Албанія.

## Історія
Мечеть було побудовано 1757 року у районі Старого базару. Вона є однією з п'ятнадцяти мечетей, побудованих у місті під час Османської ери, з яких тринадцять залишились цілими до періоду комунізму.
Мечеть було спроектовано до побудови у Гірокастрському районі Старого базару відповідно до плану забудови Мемі Паші 17-го століття. Проте він, за винятком мечеті, згорів до тла у пожежі наступного століття.
Мечеті було надано статус «культурної пам'ятки» (Monumente Kulturore) албанською владою 1973 року після її занедбання упродовж панування комуністичного режиму в Албанії. Решту дванадцять мечетей згодом було знесено. Через заборону сповідування релігії в Албанії, мечеть експлуатували як тренувальну залу для циркових акробатів, які скористалися з високо розміщеної стелі
Поблизу мечеті є двоповерхова восьмикутна будівля, побудована 1727 року. Спочатку вона використовувалась як бектаська цемеві, але її було закрито упродовж комуністичного періоду. Нині там є медресе.